# Sture Humbla
Carl Sture Ingemar Humbla, född 18 november 1897 i Falkenberg, död 31 december 1962 i Stockholm, var en svensk målare, tecknare och grafiker. Han var sonson till Philibert Humbla och bror till Ivan Humbla.
Sture Humbla var son till apotekaren Adolf Humbla och Constance Engström. Han studerade konst för Nils Asplund och under studieresor till Paris, Florens och Rom. Separat ställde han ut några gånger i Stockholm. Hans konst består av mariner, porträtt och skildringar från Sandhamn.